# Bibliothek der Stadt Pilsen

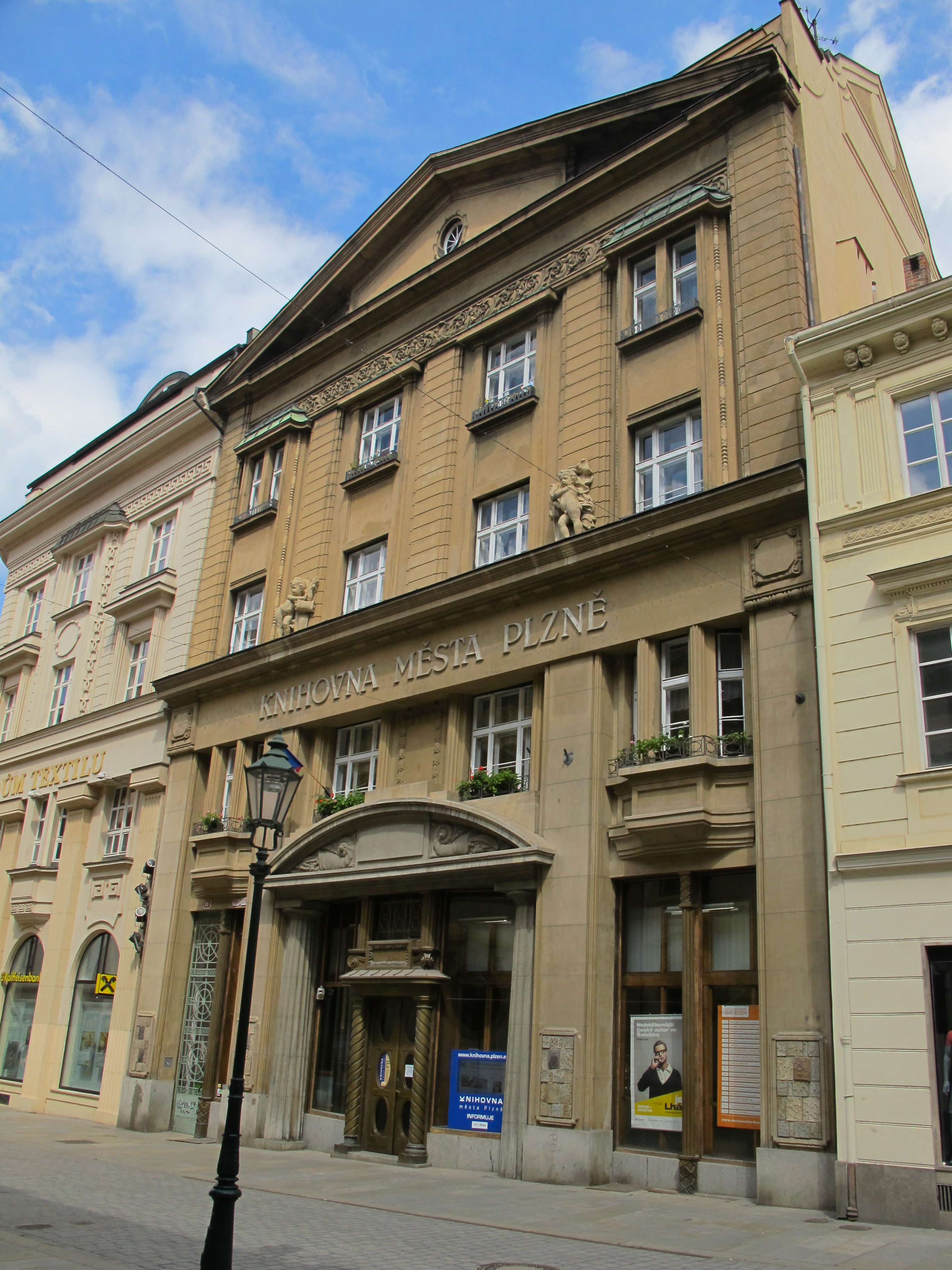
Außenansicht von der Bedřich-Smetana-Str.

Die Bibliothek der Stadt Pilsen (Knihovna města Plzně) fungiert in der westböhmischen Stadt Pilsen als Stadtbibliothek und betreibt auch eine rollende Bibliothek in einem Bus, dem „Bibliobus“. Außerdem leitet sie auch neun Außenstellen in den verschiedenen Pilsener Stadtteilen. Mit insgesamt 400.000 Büchern ist sie nach der Wissenschaftlichen Bibliothek des Kreises Pilsen die zweitgrößte Bibliothek der Stadt.

## Geschichte
1874 entschied der Stadtrat von Pilsen eine öffentliche Bibliothek zu gründen. Eröffnet wurde die Bibliothek am 1. Januar 1876. Nach mehreren Umzügen, zuletzt in die Bedřich-Smetana-Straße 13, vergrößerte sich die Zahl der Leser schnell bis nun auf 23.000. Bis ins Jahr 1900 wurden Bücher zur Hälfte in Deutsch und Tschechisch erworben, im selben Jahr übernahm die Stadt die Kosten für die Anschaffungen, die vorher durch Spenden und Mitgliedsbeiträge zu bewältigen waren.
Bereits von 1954 bis 1958 gab es in Pilsen eine rollende Bibliothek, die allerdings aufgrund der Erweiterung des normalen Büchereinetzes wieder eingestellt wurde. 1996 wurde der Betrieb mit einem neuen Bus, der 3500 Bücher und 42 Zeitschriften enthält, wieder gestartet und es werden die umliegenden Dörfer und Vorstädte versorgt.